# Угурлу, Мехмет
Мехмет Эрдем Угурлу (тур. Mehmet Erdem Uğurlu; 9 июля 1988 года, Кырыккале, Турция) — турецкий футболист, полузащитник клуба «Газиантеп».

## Клубная карьера
Мехмет Угурлу начинал свою карьеру футболиста в клубе «Кечиоренгюджю». В августе 2010 года он перешёл в «Бугсашспор», где отыграл три с половиной года. В январе 2014 года Угурлу стал футболистом «Анкарагюджю», а спустя год — «Гёзтепе». 
В середине января 2017 года полузащитник был отдан в аренду клубу Первой лиги «Газиантеп ББ», полноценный контракт с которым был оформлен в июле того же года. С этой командой по итогам сезона 2018/2019 он добился выход в элиту турецкого футбола. 19 октября 2019 года Мехмет Угурлу дебютировал в турецкой Суперлиге, выйдя в основном составе в гостевом матче с «Трабзонспором».